# Copelatus hydroporoides
Copelatus hydroporoides är en skalbaggsart som först beskrevs av Murray 1859.  Copelatus hydroporoides ingår i släktet Copelatus och familjen dykare. Inga underarter finns listade i Catalogue of Life.